# Gommerkarspel

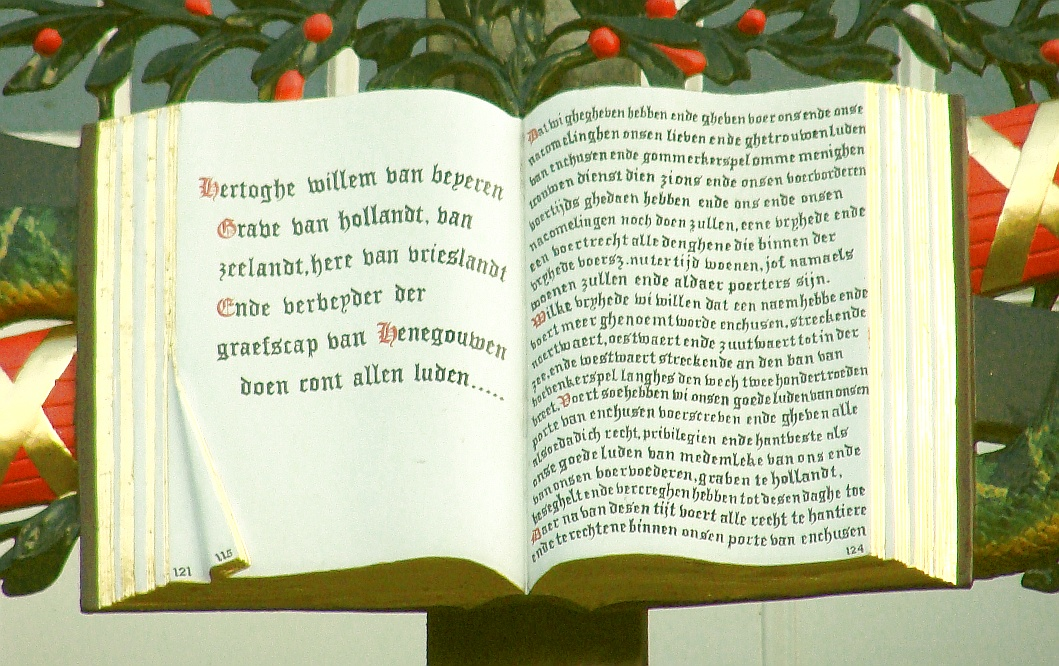
De bannen van Enkhuizen en Gommerkarspel in 1356 door Willem van Beieren verenigd

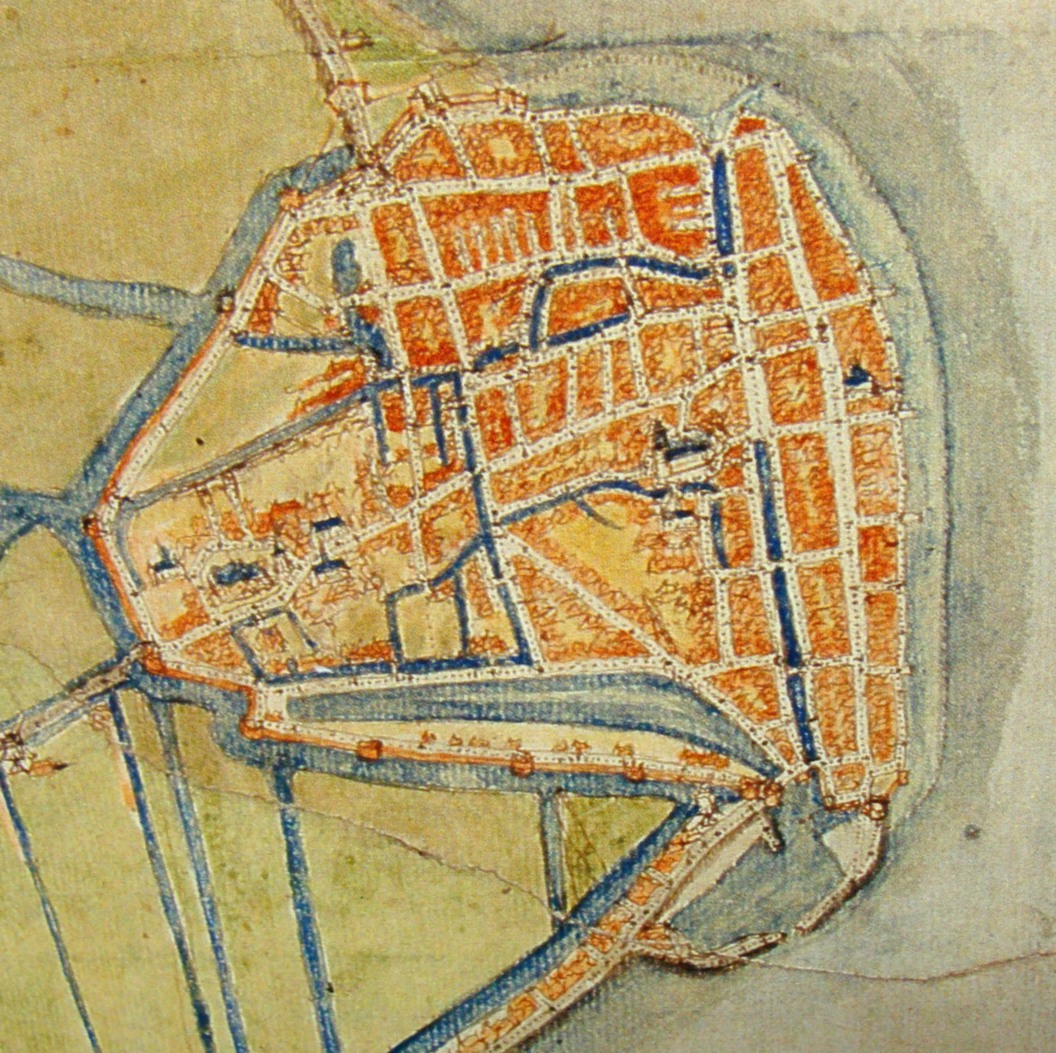
Bebouwing rond de Westerkerk binnen de stadsmuren, links op de kaart van Enkhuizen uit de 16e eeuw

Gommerkarspel, ook Gommerskarspel, Gommerkerspel en Gommerskerspel, is een voormalig dorp dat nu deel uitmaakt van de Nederlandse plaats Enkhuizen.
Het dorp, waarvan de naam aangeeft dat het een parochie, een kerspel was met een aan Sint Gommarus gewijde kerk, lag iets ten westen van de oude kern van het toenmalige Enkhuizen, vermoedelijk op de plaats waar nu nog de Wester- of Sint Gommaruskerk staat. Gommerkarspel werd in 1356 door Willem van Beieren, graaf van Holland, met het dorp Enkhuizen ernaast verenigd. Deze combinatie kreeg onder de naam Enkhuizen stadsrechten naar voorbeeld van Medemblik.
Waar het 'oude' Enkhuizen vooral op de visvangst was gericht, had Gommerkarspel vooral een agrarisch karakter, een onderscheid dat nog eeuwenlang zou bestaan. Dit deel van de binnenstad van Enkhuizen heet nog steeds de Boerenhoek.